# Кавала (округ)
Округ Кавала је округ у периферији Источна Македонија и Тракија и историјској покрајини Македонији, у северној Грчкој. Управно средиште округа је и највећи град је Кавала, а други по величини и значају је Хрисуполи.
Округ Кавала је успостављен 2011. године на месту некадашње префектуре, која је имала исти назив, али је обухватала и острво Тасос, које је данас засебан округ. Данашњи округ, у ствари, покрива копнени део некадашње префектуре Кавала.

## Природне одлике
Округ Кавала се налази на северу Грчке. На југу се округ пружа дуж северне обале Орфанског залива Егејског мора. На западу се ова префектура граничи са округом Сер, на северу са округом Драма, а на истоку са округом Ксанти. Југоисточно од округа је острво Тасос, које је данас засебан округ.
Подручје Кавалског округа обухвата северно приобаље Орфанског залива, које се у средишњем делу отвара у мању приморску равницу, док је на истоку и западу брдовито: на западу се налази планина Кушница, а на истоку Урвил.
Клима је средоземна дуж обале и на нижим теренима, док је на планинама клима оштрија.

## Историја
На подручју округа Кавала откривени остаци праисторијског човека. Током старогрчког времена ова област била је на крајњем северу цивилизацијског подручја и тиме заостала. Током римског времена ово подручје је знатно напредовало, пре свега захваљујући добром положају на путу Игњација.
1383. год. подручје Кавале су заузеле Османлије, које остају овде следећих 5 векова. Током 20. века у подручју Кавале десиле су се знатне промене. 1912. г. Првим балканским ратом дотад турско подручје постаје део савремене Грчке, али је већ следеће године (1913. г.) град био под кратком бугарском окупацијом, а затим враћен Грчкој. После тога, услед Грчко-турског рата 1922-23. г., дошло је до исељавља Турака и досељавања Грка из Мале Азије. Ово је довело до великих промена у структури становништва и оно је после ових дешавања постало хомогено, искључиво грчко.

## Становништво
Према попису из 2021. године округ Кавала је имао преко 116.000 становника, од чега око 50% живи у седишту округа, граду кавали.
Етнички састав: Главно становништво округа су Грци, од којих многи воде порекло од избеглица из Мале Азије. Последњих година овде се населио и омањи број насељеника из целог света.
Густина насељености је око 70ст./км2, што је близу просека Грчке (око 80 ст./км2). Приобални део око града Кавале је много боље насељен него планинска област на северу.

## Управна подела и насеља
Округ Кавала се дели на 3 општине:
1. Кавала
2. Места
3. Кушница

Кавала је седиште округа и једино веће насеље (> 10.000 ст.) у округу. Значајан је и град Хрисуполи.

## Привреда
Округ Кавала спада у слабије развијене округе Грчке. Главне привредне гране су пољопривреда, шумарство и лака индустрија.